# Gula Marianna
Gula Marianna (Sajószentpéter, 1970. június 6. –) műfordító, egyetemi adjunktus a Debreceni Egyetem Angol-Amerikai Intézetében.
1993-ban végzett angol–orosz szakos tanárként Debrecenben, majd hosszabb tanulmányutat folytatott Írországban és Svájcban. Többször elnyerte a zürichi James Joyce Alapítvány ösztöndíját.
Kutatási területe az ír kultúra és irodalom, különösképpen James Joyce. 2003 és 2012 között tagja volt az Ulysses ismert magyar fordítását jelentősen átdolgozó fordítói munkacsoportnak.